# كرس كلاين
كرس كلاين (بالإنجليزية: Chris Klein)‏ ممثل أمريكي من مواليد 14 مارس 1979.

## مواقع خارجية
- كرس كلاين على موقع IMDb (الإنجليزية)
- كرس كلاين على موقع ميتاكريتيك (الإنجليزية)
- كرس كلاين على موقع روتن توميتوز (الإنجليزية)
- كرس كلاين على موقع قاعدة بيانات الأفلام العربية
- كرس كلاين على موقع ألو سيني (الفرنسية)
- كرس كلاين على موقع أول موفي (الإنجليزية)
- كرس كلاين على موقع بوكس أوفيس موجو (الإنجليزية)
- كرس كلاين على موقع قاعدة بيانات الأفلام السويدية (السويدية)
- كرس كلاين على موقع إن إن دي بي (الإنجليزية)
- كرس كلاين على موقع قاعدة بيانات الفيلم (الإنجليزية)